# Richtolsheim
Richtolsheim é uma comuna francesa na região administrativa de Grande Leste, no departamento Baixo Reno. Estende-se por uma área de 3,63 km². Em 2010 a comuna tinha 354 habitantes (densidade: 97,5 hab./km²).